# Khoảng cách Chebyshev
|   | a | b | c | d | e | f | g | h |   |
| 8 | a8 five · b8 four · c8 three · d8 two · e8 two · f8 two · g8 two · h8 two · a7 five · b7 four · c7 three · d7 two · e7 one · f7 one · g7 one · h7 two · a6 five · b6 four · c6 three · d6 two · e6 one · f6 white king · g6 one · h6 two · a5 five · b5 four · c5 three · d5 two · e5 one · f5 one · g5 one · h5 two · a4 five · b4 four · c4 three · d4 two · e4 two · f4 two · g4 two · h4 two · a3 five · b3 four · c3 three · d3 three · e3 three · f3 three · g3 three · h3 three · a2 five · b2 four · c2 four · d2 four · e2 four · f2 four · g2 four · h2 four · a1 five · b1 five · c1 five · d1 five · e1 five · f1 five · g1 five · h1 five | a8 five · b8 four · c8 three · d8 two · e8 two · f8 two · g8 two · h8 two · a7 five · b7 four · c7 three · d7 two · e7 one · f7 one · g7 one · h7 two · a6 five · b6 four · c6 three · d6 two · e6 one · f6 white king · g6 one · h6 two · a5 five · b5 four · c5 three · d5 two · e5 one · f5 one · g5 one · h5 two · a4 five · b4 four · c4 three · d4 two · e4 two · f4 two · g4 two · h4 two · a3 five · b3 four · c3 three · d3 three · e3 three · f3 three · g3 three · h3 three · a2 five · b2 four · c2 four · d2 four · e2 four · f2 four · g2 four · h2 four · a1 five · b1 five · c1 five · d1 five · e1 five · f1 five · g1 five · h1 five | a8 five · b8 four · c8 three · d8 two · e8 two · f8 two · g8 two · h8 two · a7 five · b7 four · c7 three · d7 two · e7 one · f7 one · g7 one · h7 two · a6 five · b6 four · c6 three · d6 two · e6 one · f6 white king · g6 one · h6 two · a5 five · b5 four · c5 three · d5 two · e5 one · f5 one · g5 one · h5 two · a4 five · b4 four · c4 three · d4 two · e4 two · f4 two · g4 two · h4 two · a3 five · b3 four · c3 three · d3 three · e3 three · f3 three · g3 three · h3 three · a2 five · b2 four · c2 four · d2 four · e2 four · f2 four · g2 four · h2 four · a1 five · b1 five · c1 five · d1 five · e1 five · f1 five · g1 five · h1 five | a8 five · b8 four · c8 three · d8 two · e8 two · f8 two · g8 two · h8 two · a7 five · b7 four · c7 three · d7 two · e7 one · f7 one · g7 one · h7 two · a6 five · b6 four · c6 three · d6 two · e6 one · f6 white king · g6 one · h6 two · a5 five · b5 four · c5 three · d5 two · e5 one · f5 one · g5 one · h5 two · a4 five · b4 four · c4 three · d4 two · e4 two · f4 two · g4 two · h4 two · a3 five · b3 four · c3 three · d3 three · e3 three · f3 three · g3 three · h3 three · a2 five · b2 four · c2 four · d2 four · e2 four · f2 four · g2 four · h2 four · a1 five · b1 five · c1 five · d1 five · e1 five · f1 five · g1 five · h1 five | a8 five · b8 four · c8 three · d8 two · e8 two · f8 two · g8 two · h8 two · a7 five · b7 four · c7 three · d7 two · e7 one · f7 one · g7 one · h7 two · a6 five · b6 four · c6 three · d6 two · e6 one · f6 white king · g6 one · h6 two · a5 five · b5 four · c5 three · d5 two · e5 one · f5 one · g5 one · h5 two · a4 five · b4 four · c4 three · d4 two · e4 two · f4 two · g4 two · h4 two · a3 five · b3 four · c3 three · d3 three · e3 three · f3 three · g3 three · h3 three · a2 five · b2 four · c2 four · d2 four · e2 four · f2 four · g2 four · h2 four · a1 five · b1 five · c1 five · d1 five · e1 five · f1 five · g1 five · h1 five | a8 five · b8 four · c8 three · d8 two · e8 two · f8 two · g8 two · h8 two · a7 five · b7 four · c7 three · d7 two · e7 one · f7 one · g7 one · h7 two · a6 five · b6 four · c6 three · d6 two · e6 one · f6 white king · g6 one · h6 two · a5 five · b5 four · c5 three · d5 two · e5 one · f5 one · g5 one · h5 two · a4 five · b4 four · c4 three · d4 two · e4 two · f4 two · g4 two · h4 two · a3 five · b3 four · c3 three · d3 three · e3 three · f3 three · g3 three · h3 three · a2 five · b2 four · c2 four · d2 four · e2 four · f2 four · g2 four · h2 four · a1 five · b1 five · c1 five · d1 five · e1 five · f1 five · g1 five · h1 five | a8 five · b8 four · c8 three · d8 two · e8 two · f8 two · g8 two · h8 two · a7 five · b7 four · c7 three · d7 two · e7 one · f7 one · g7 one · h7 two · a6 five · b6 four · c6 three · d6 two · e6 one · f6 white king · g6 one · h6 two · a5 five · b5 four · c5 three · d5 two · e5 one · f5 one · g5 one · h5 two · a4 five · b4 four · c4 three · d4 two · e4 two · f4 two · g4 two · h4 two · a3 five · b3 four · c3 three · d3 three · e3 three · f3 three · g3 three · h3 three · a2 five · b2 four · c2 four · d2 four · e2 four · f2 four · g2 four · h2 four · a1 five · b1 five · c1 five · d1 five · e1 five · f1 five · g1 five · h1 five | a8 five · b8 four · c8 three · d8 two · e8 two · f8 two · g8 two · h8 two · a7 five · b7 four · c7 three · d7 two · e7 one · f7 one · g7 one · h7 two · a6 five · b6 four · c6 three · d6 two · e6 one · f6 white king · g6 one · h6 two · a5 five · b5 four · c5 three · d5 two · e5 one · f5 one · g5 one · h5 two · a4 five · b4 four · c4 three · d4 two · e4 two · f4 two · g4 two · h4 two · a3 five · b3 four · c3 three · d3 three · e3 three · f3 three · g3 three · h3 three · a2 five · b2 four · c2 four · d2 four · e2 four · f2 four · g2 four · h2 four · a1 five · b1 five · c1 five · d1 five · e1 five · f1 five · g1 five · h1 five | 8 |
| 7 | a8 five · b8 four · c8 three · d8 two · e8 two · f8 two · g8 two · h8 two · a7 five · b7 four · c7 three · d7 two · e7 one · f7 one · g7 one · h7 two · a6 five · b6 four · c6 three · d6 two · e6 one · f6 white king · g6 one · h6 two · a5 five · b5 four · c5 three · d5 two · e5 one · f5 one · g5 one · h5 two · a4 five · b4 four · c4 three · d4 two · e4 two · f4 two · g4 two · h4 two · a3 five · b3 four · c3 three · d3 three · e3 three · f3 three · g3 three · h3 three · a2 five · b2 four · c2 four · d2 four · e2 four · f2 four · g2 four · h2 four · a1 five · b1 five · c1 five · d1 five · e1 five · f1 five · g1 five · h1 five | a8 five · b8 four · c8 three · d8 two · e8 two · f8 two · g8 two · h8 two · a7 five · b7 four · c7 three · d7 two · e7 one · f7 one · g7 one · h7 two · a6 five · b6 four · c6 three · d6 two · e6 one · f6 white king · g6 one · h6 two · a5 five · b5 four · c5 three · d5 two · e5 one · f5 one · g5 one · h5 two · a4 five · b4 four · c4 three · d4 two · e4 two · f4 two · g4 two · h4 two · a3 five · b3 four · c3 three · d3 three · e3 three · f3 three · g3 three · h3 three · a2 five · b2 four · c2 four · d2 four · e2 four · f2 four · g2 four · h2 four · a1 five · b1 five · c1 five · d1 five · e1 five · f1 five · g1 five · h1 five | a8 five · b8 four · c8 three · d8 two · e8 two · f8 two · g8 two · h8 two · a7 five · b7 four · c7 three · d7 two · e7 one · f7 one · g7 one · h7 two · a6 five · b6 four · c6 three · d6 two · e6 one · f6 white king · g6 one · h6 two · a5 five · b5 four · c5 three · d5 two · e5 one · f5 one · g5 one · h5 two · a4 five · b4 four · c4 three · d4 two · e4 two · f4 two · g4 two · h4 two · a3 five · b3 four · c3 three · d3 three · e3 three · f3 three · g3 three · h3 three · a2 five · b2 four · c2 four · d2 four · e2 four · f2 four · g2 four · h2 four · a1 five · b1 five · c1 five · d1 five · e1 five · f1 five · g1 five · h1 five | a8 five · b8 four · c8 three · d8 two · e8 two · f8 two · g8 two · h8 two · a7 five · b7 four · c7 three · d7 two · e7 one · f7 one · g7 one · h7 two · a6 five · b6 four · c6 three · d6 two · e6 one · f6 white king · g6 one · h6 two · a5 five · b5 four · c5 three · d5 two · e5 one · f5 one · g5 one · h5 two · a4 five · b4 four · c4 three · d4 two · e4 two · f4 two · g4 two · h4 two · a3 five · b3 four · c3 three · d3 three · e3 three · f3 three · g3 three · h3 three · a2 five · b2 four · c2 four · d2 four · e2 four · f2 four · g2 four · h2 four · a1 five · b1 five · c1 five · d1 five · e1 five · f1 five · g1 five · h1 five | a8 five · b8 four · c8 three · d8 two · e8 two · f8 two · g8 two · h8 two · a7 five · b7 four · c7 three · d7 two · e7 one · f7 one · g7 one · h7 two · a6 five · b6 four · c6 three · d6 two · e6 one · f6 white king · g6 one · h6 two · a5 five · b5 four · c5 three · d5 two · e5 one · f5 one · g5 one · h5 two · a4 five · b4 four · c4 three · d4 two · e4 two · f4 two · g4 two · h4 two · a3 five · b3 four · c3 three · d3 three · e3 three · f3 three · g3 three · h3 three · a2 five · b2 four · c2 four · d2 four · e2 four · f2 four · g2 four · h2 four · a1 five · b1 five · c1 five · d1 five · e1 five · f1 five · g1 five · h1 five | a8 five · b8 four · c8 three · d8 two · e8 two · f8 two · g8 two · h8 two · a7 five · b7 four · c7 three · d7 two · e7 one · f7 one · g7 one · h7 two · a6 five · b6 four · c6 three · d6 two · e6 one · f6 white king · g6 one · h6 two · a5 five · b5 four · c5 three · d5 two · e5 one · f5 one · g5 one · h5 two · a4 five · b4 four · c4 three · d4 two · e4 two · f4 two · g4 two · h4 two · a3 five · b3 four · c3 three · d3 three · e3 three · f3 three · g3 three · h3 three · a2 five · b2 four · c2 four · d2 four · e2 four · f2 four · g2 four · h2 four · a1 five · b1 five · c1 five · d1 five · e1 five · f1 five · g1 five · h1 five | a8 five · b8 four · c8 three · d8 two · e8 two · f8 two · g8 two · h8 two · a7 five · b7 four · c7 three · d7 two · e7 one · f7 one · g7 one · h7 two · a6 five · b6 four · c6 three · d6 two · e6 one · f6 white king · g6 one · h6 two · a5 five · b5 four · c5 three · d5 two · e5 one · f5 one · g5 one · h5 two · a4 five · b4 four · c4 three · d4 two · e4 two · f4 two · g4 two · h4 two · a3 five · b3 four · c3 three · d3 three · e3 three · f3 three · g3 three · h3 three · a2 five · b2 four · c2 four · d2 four · e2 four · f2 four · g2 four · h2 four · a1 five · b1 five · c1 five · d1 five · e1 five · f1 five · g1 five · h1 five | a8 five · b8 four · c8 three · d8 two · e8 two · f8 two · g8 two · h8 two · a7 five · b7 four · c7 three · d7 two · e7 one · f7 one · g7 one · h7 two · a6 five · b6 four · c6 three · d6 two · e6 one · f6 white king · g6 one · h6 two · a5 five · b5 four · c5 three · d5 two · e5 one · f5 one · g5 one · h5 two · a4 five · b4 four · c4 three · d4 two · e4 two · f4 two · g4 two · h4 two · a3 five · b3 four · c3 three · d3 three · e3 three · f3 three · g3 three · h3 three · a2 five · b2 four · c2 four · d2 four · e2 four · f2 four · g2 four · h2 four · a1 five · b1 five · c1 five · d1 five · e1 five · f1 five · g1 five · h1 five | 7 |
| 6 | a8 five · b8 four · c8 three · d8 two · e8 two · f8 two · g8 two · h8 two · a7 five · b7 four · c7 three · d7 two · e7 one · f7 one · g7 one · h7 two · a6 five · b6 four · c6 three · d6 two · e6 one · f6 white king · g6 one · h6 two · a5 five · b5 four · c5 three · d5 two · e5 one · f5 one · g5 one · h5 two · a4 five · b4 four · c4 three · d4 two · e4 two · f4 two · g4 two · h4 two · a3 five · b3 four · c3 three · d3 three · e3 three · f3 three · g3 three · h3 three · a2 five · b2 four · c2 four · d2 four · e2 four · f2 four · g2 four · h2 four · a1 five · b1 five · c1 five · d1 five · e1 five · f1 five · g1 five · h1 five | a8 five · b8 four · c8 three · d8 two · e8 two · f8 two · g8 two · h8 two · a7 five · b7 four · c7 three · d7 two · e7 one · f7 one · g7 one · h7 two · a6 five · b6 four · c6 three · d6 two · e6 one · f6 white king · g6 one · h6 two · a5 five · b5 four · c5 three · d5 two · e5 one · f5 one · g5 one · h5 two · a4 five · b4 four · c4 three · d4 two · e4 two · f4 two · g4 two · h4 two · a3 five · b3 four · c3 three · d3 three · e3 three · f3 three · g3 three · h3 three · a2 five · b2 four · c2 four · d2 four · e2 four · f2 four · g2 four · h2 four · a1 five · b1 five · c1 five · d1 five · e1 five · f1 five · g1 five · h1 five | a8 five · b8 four · c8 three · d8 two · e8 two · f8 two · g8 two · h8 two · a7 five · b7 four · c7 three · d7 two · e7 one · f7 one · g7 one · h7 two · a6 five · b6 four · c6 three · d6 two · e6 one · f6 white king · g6 one · h6 two · a5 five · b5 four · c5 three · d5 two · e5 one · f5 one · g5 one · h5 two · a4 five · b4 four · c4 three · d4 two · e4 two · f4 two · g4 two · h4 two · a3 five · b3 four · c3 three · d3 three · e3 three · f3 three · g3 three · h3 three · a2 five · b2 four · c2 four · d2 four · e2 four · f2 four · g2 four · h2 four · a1 five · b1 five · c1 five · d1 five · e1 five · f1 five · g1 five · h1 five | a8 five · b8 four · c8 three · d8 two · e8 two · f8 two · g8 two · h8 two · a7 five · b7 four · c7 three · d7 two · e7 one · f7 one · g7 one · h7 two · a6 five · b6 four · c6 three · d6 two · e6 one · f6 white king · g6 one · h6 two · a5 five · b5 four · c5 three · d5 two · e5 one · f5 one · g5 one · h5 two · a4 five · b4 four · c4 three · d4 two · e4 two · f4 two · g4 two · h4 two · a3 five · b3 four · c3 three · d3 three · e3 three · f3 three · g3 three · h3 three · a2 five · b2 four · c2 four · d2 four · e2 four · f2 four · g2 four · h2 four · a1 five · b1 five · c1 five · d1 five · e1 five · f1 five · g1 five · h1 five | a8 five · b8 four · c8 three · d8 two · e8 two · f8 two · g8 two · h8 two · a7 five · b7 four · c7 three · d7 two · e7 one · f7 one · g7 one · h7 two · a6 five · b6 four · c6 three · d6 two · e6 one · f6 white king · g6 one · h6 two · a5 five · b5 four · c5 three · d5 two · e5 one · f5 one · g5 one · h5 two · a4 five · b4 four · c4 three · d4 two · e4 two · f4 two · g4 two · h4 two · a3 five · b3 four · c3 three · d3 three · e3 three · f3 three · g3 three · h3 three · a2 five · b2 four · c2 four · d2 four · e2 four · f2 four · g2 four · h2 four · a1 five · b1 five · c1 five · d1 five · e1 five · f1 five · g1 five · h1 five | a8 five · b8 four · c8 three · d8 two · e8 two · f8 two · g8 two · h8 two · a7 five · b7 four · c7 three · d7 two · e7 one · f7 one · g7 one · h7 two · a6 five · b6 four · c6 three · d6 two · e6 one · f6 white king · g6 one · h6 two · a5 five · b5 four · c5 three · d5 two · e5 one · f5 one · g5 one · h5 two · a4 five · b4 four · c4 three · d4 two · e4 two · f4 two · g4 two · h4 two · a3 five · b3 four · c3 three · d3 three · e3 three · f3 three · g3 three · h3 three · a2 five · b2 four · c2 four · d2 four · e2 four · f2 four · g2 four · h2 four · a1 five · b1 five · c1 five · d1 five · e1 five · f1 five · g1 five · h1 five | a8 five · b8 four · c8 three · d8 two · e8 two · f8 two · g8 two · h8 two · a7 five · b7 four · c7 three · d7 two · e7 one · f7 one · g7 one · h7 two · a6 five · b6 four · c6 three · d6 two · e6 one · f6 white king · g6 one · h6 two · a5 five · b5 four · c5 three · d5 two · e5 one · f5 one · g5 one · h5 two · a4 five · b4 four · c4 three · d4 two · e4 two · f4 two · g4 two · h4 two · a3 five · b3 four · c3 three · d3 three · e3 three · f3 three · g3 three · h3 three · a2 five · b2 four · c2 four · d2 four · e2 four · f2 four · g2 four · h2 four · a1 five · b1 five · c1 five · d1 five · e1 five · f1 five · g1 five · h1 five | a8 five · b8 four · c8 three · d8 two · e8 two · f8 two · g8 two · h8 two · a7 five · b7 four · c7 three · d7 two · e7 one · f7 one · g7 one · h7 two · a6 five · b6 four · c6 three · d6 two · e6 one · f6 white king · g6 one · h6 two · a5 five · b5 four · c5 three · d5 two · e5 one · f5 one · g5 one · h5 two · a4 five · b4 four · c4 three · d4 two · e4 two · f4 two · g4 two · h4 two · a3 five · b3 four · c3 three · d3 three · e3 three · f3 three · g3 three · h3 three · a2 five · b2 four · c2 four · d2 four · e2 four · f2 four · g2 four · h2 four · a1 five · b1 five · c1 five · d1 five · e1 five · f1 five · g1 five · h1 five | 6 |
| 5 | a8 five · b8 four · c8 three · d8 two · e8 two · f8 two · g8 two · h8 two · a7 five · b7 four · c7 three · d7 two · e7 one · f7 one · g7 one · h7 two · a6 five · b6 four · c6 three · d6 two · e6 one · f6 white king · g6 one · h6 two · a5 five · b5 four · c5 three · d5 two · e5 one · f5 one · g5 one · h5 two · a4 five · b4 four · c4 three · d4 two · e4 two · f4 two · g4 two · h4 two · a3 five · b3 four · c3 three · d3 three · e3 three · f3 three · g3 three · h3 three · a2 five · b2 four · c2 four · d2 four · e2 four · f2 four · g2 four · h2 four · a1 five · b1 five · c1 five · d1 five · e1 five · f1 five · g1 five · h1 five | a8 five · b8 four · c8 three · d8 two · e8 two · f8 two · g8 two · h8 two · a7 five · b7 four · c7 three · d7 two · e7 one · f7 one · g7 one · h7 two · a6 five · b6 four · c6 three · d6 two · e6 one · f6 white king · g6 one · h6 two · a5 five · b5 four · c5 three · d5 two · e5 one · f5 one · g5 one · h5 two · a4 five · b4 four · c4 three · d4 two · e4 two · f4 two · g4 two · h4 two · a3 five · b3 four · c3 three · d3 three · e3 three · f3 three · g3 three · h3 three · a2 five · b2 four · c2 four · d2 four · e2 four · f2 four · g2 four · h2 four · a1 five · b1 five · c1 five · d1 five · e1 five · f1 five · g1 five · h1 five | a8 five · b8 four · c8 three · d8 two · e8 two · f8 two · g8 two · h8 two · a7 five · b7 four · c7 three · d7 two · e7 one · f7 one · g7 one · h7 two · a6 five · b6 four · c6 three · d6 two · e6 one · f6 white king · g6 one · h6 two · a5 five · b5 four · c5 three · d5 two · e5 one · f5 one · g5 one · h5 two · a4 five · b4 four · c4 three · d4 two · e4 two · f4 two · g4 two · h4 two · a3 five · b3 four · c3 three · d3 three · e3 three · f3 three · g3 three · h3 three · a2 five · b2 four · c2 four · d2 four · e2 four · f2 four · g2 four · h2 four · a1 five · b1 five · c1 five · d1 five · e1 five · f1 five · g1 five · h1 five | a8 five · b8 four · c8 three · d8 two · e8 two · f8 two · g8 two · h8 two · a7 five · b7 four · c7 three · d7 two · e7 one · f7 one · g7 one · h7 two · a6 five · b6 four · c6 three · d6 two · e6 one · f6 white king · g6 one · h6 two · a5 five · b5 four · c5 three · d5 two · e5 one · f5 one · g5 one · h5 two · a4 five · b4 four · c4 three · d4 two · e4 two · f4 two · g4 two · h4 two · a3 five · b3 four · c3 three · d3 three · e3 three · f3 three · g3 three · h3 three · a2 five · b2 four · c2 four · d2 four · e2 four · f2 four · g2 four · h2 four · a1 five · b1 five · c1 five · d1 five · e1 five · f1 five · g1 five · h1 five | a8 five · b8 four · c8 three · d8 two · e8 two · f8 two · g8 two · h8 two · a7 five · b7 four · c7 three · d7 two · e7 one · f7 one · g7 one · h7 two · a6 five · b6 four · c6 three · d6 two · e6 one · f6 white king · g6 one · h6 two · a5 five · b5 four · c5 three · d5 two · e5 one · f5 one · g5 one · h5 two · a4 five · b4 four · c4 three · d4 two · e4 two · f4 two · g4 two · h4 two · a3 five · b3 four · c3 three · d3 three · e3 three · f3 three · g3 three · h3 three · a2 five · b2 four · c2 four · d2 four · e2 four · f2 four · g2 four · h2 four · a1 five · b1 five · c1 five · d1 five · e1 five · f1 five · g1 five · h1 five | a8 five · b8 four · c8 three · d8 two · e8 two · f8 two · g8 two · h8 two · a7 five · b7 four · c7 three · d7 two · e7 one · f7 one · g7 one · h7 two · a6 five · b6 four · c6 three · d6 two · e6 one · f6 white king · g6 one · h6 two · a5 five · b5 four · c5 three · d5 two · e5 one · f5 one · g5 one · h5 two · a4 five · b4 four · c4 three · d4 two · e4 two · f4 two · g4 two · h4 two · a3 five · b3 four · c3 three · d3 three · e3 three · f3 three · g3 three · h3 three · a2 five · b2 four · c2 four · d2 four · e2 four · f2 four · g2 four · h2 four · a1 five · b1 five · c1 five · d1 five · e1 five · f1 five · g1 five · h1 five | a8 five · b8 four · c8 three · d8 two · e8 two · f8 two · g8 two · h8 two · a7 five · b7 four · c7 three · d7 two · e7 one · f7 one · g7 one · h7 two · a6 five · b6 four · c6 three · d6 two · e6 one · f6 white king · g6 one · h6 two · a5 five · b5 four · c5 three · d5 two · e5 one · f5 one · g5 one · h5 two · a4 five · b4 four · c4 three · d4 two · e4 two · f4 two · g4 two · h4 two · a3 five · b3 four · c3 three · d3 three · e3 three · f3 three · g3 three · h3 three · a2 five · b2 four · c2 four · d2 four · e2 four · f2 four · g2 four · h2 four · a1 five · b1 five · c1 five · d1 five · e1 five · f1 five · g1 five · h1 five | a8 five · b8 four · c8 three · d8 two · e8 two · f8 two · g8 two · h8 two · a7 five · b7 four · c7 three · d7 two · e7 one · f7 one · g7 one · h7 two · a6 five · b6 four · c6 three · d6 two · e6 one · f6 white king · g6 one · h6 two · a5 five · b5 four · c5 three · d5 two · e5 one · f5 one · g5 one · h5 two · a4 five · b4 four · c4 three · d4 two · e4 two · f4 two · g4 two · h4 two · a3 five · b3 four · c3 three · d3 three · e3 three · f3 three · g3 three · h3 three · a2 five · b2 four · c2 four · d2 four · e2 four · f2 four · g2 four · h2 four · a1 five · b1 five · c1 five · d1 five · e1 five · f1 five · g1 five · h1 five | 5 |
| 4 | a8 five · b8 four · c8 three · d8 two · e8 two · f8 two · g8 two · h8 two · a7 five · b7 four · c7 three · d7 two · e7 one · f7 one · g7 one · h7 two · a6 five · b6 four · c6 three · d6 two · e6 one · f6 white king · g6 one · h6 two · a5 five · b5 four · c5 three · d5 two · e5 one · f5 one · g5 one · h5 two · a4 five · b4 four · c4 three · d4 two · e4 two · f4 two · g4 two · h4 two · a3 five · b3 four · c3 three · d3 three · e3 three · f3 three · g3 three · h3 three · a2 five · b2 four · c2 four · d2 four · e2 four · f2 four · g2 four · h2 four · a1 five · b1 five · c1 five · d1 five · e1 five · f1 five · g1 five · h1 five | a8 five · b8 four · c8 three · d8 two · e8 two · f8 two · g8 two · h8 two · a7 five · b7 four · c7 three · d7 two · e7 one · f7 one · g7 one · h7 two · a6 five · b6 four · c6 three · d6 two · e6 one · f6 white king · g6 one · h6 two · a5 five · b5 four · c5 three · d5 two · e5 one · f5 one · g5 one · h5 two · a4 five · b4 four · c4 three · d4 two · e4 two · f4 two · g4 two · h4 two · a3 five · b3 four · c3 three · d3 three · e3 three · f3 three · g3 three · h3 three · a2 five · b2 four · c2 four · d2 four · e2 four · f2 four · g2 four · h2 four · a1 five · b1 five · c1 five · d1 five · e1 five · f1 five · g1 five · h1 five | a8 five · b8 four · c8 three · d8 two · e8 two · f8 two · g8 two · h8 two · a7 five · b7 four · c7 three · d7 two · e7 one · f7 one · g7 one · h7 two · a6 five · b6 four · c6 three · d6 two · e6 one · f6 white king · g6 one · h6 two · a5 five · b5 four · c5 three · d5 two · e5 one · f5 one · g5 one · h5 two · a4 five · b4 four · c4 three · d4 two · e4 two · f4 two · g4 two · h4 two · a3 five · b3 four · c3 three · d3 three · e3 three · f3 three · g3 three · h3 three · a2 five · b2 four · c2 four · d2 four · e2 four · f2 four · g2 four · h2 four · a1 five · b1 five · c1 five · d1 five · e1 five · f1 five · g1 five · h1 five | a8 five · b8 four · c8 three · d8 two · e8 two · f8 two · g8 two · h8 two · a7 five · b7 four · c7 three · d7 two · e7 one · f7 one · g7 one · h7 two · a6 five · b6 four · c6 three · d6 two · e6 one · f6 white king · g6 one · h6 two · a5 five · b5 four · c5 three · d5 two · e5 one · f5 one · g5 one · h5 two · a4 five · b4 four · c4 three · d4 two · e4 two · f4 two · g4 two · h4 two · a3 five · b3 four · c3 three · d3 three · e3 three · f3 three · g3 three · h3 three · a2 five · b2 four · c2 four · d2 four · e2 four · f2 four · g2 four · h2 four · a1 five · b1 five · c1 five · d1 five · e1 five · f1 five · g1 five · h1 five | a8 five · b8 four · c8 three · d8 two · e8 two · f8 two · g8 two · h8 two · a7 five · b7 four · c7 three · d7 two · e7 one · f7 one · g7 one · h7 two · a6 five · b6 four · c6 three · d6 two · e6 one · f6 white king · g6 one · h6 two · a5 five · b5 four · c5 three · d5 two · e5 one · f5 one · g5 one · h5 two · a4 five · b4 four · c4 three · d4 two · e4 two · f4 two · g4 two · h4 two · a3 five · b3 four · c3 three · d3 three · e3 three · f3 three · g3 three · h3 three · a2 five · b2 four · c2 four · d2 four · e2 four · f2 four · g2 four · h2 four · a1 five · b1 five · c1 five · d1 five · e1 five · f1 five · g1 five · h1 five | a8 five · b8 four · c8 three · d8 two · e8 two · f8 two · g8 two · h8 two · a7 five · b7 four · c7 three · d7 two · e7 one · f7 one · g7 one · h7 two · a6 five · b6 four · c6 three · d6 two · e6 one · f6 white king · g6 one · h6 two · a5 five · b5 four · c5 three · d5 two · e5 one · f5 one · g5 one · h5 two · a4 five · b4 four · c4 three · d4 two · e4 two · f4 two · g4 two · h4 two · a3 five · b3 four · c3 three · d3 three · e3 three · f3 three · g3 three · h3 three · a2 five · b2 four · c2 four · d2 four · e2 four · f2 four · g2 four · h2 four · a1 five · b1 five · c1 five · d1 five · e1 five · f1 five · g1 five · h1 five | a8 five · b8 four · c8 three · d8 two · e8 two · f8 two · g8 two · h8 two · a7 five · b7 four · c7 three · d7 two · e7 one · f7 one · g7 one · h7 two · a6 five · b6 four · c6 three · d6 two · e6 one · f6 white king · g6 one · h6 two · a5 five · b5 four · c5 three · d5 two · e5 one · f5 one · g5 one · h5 two · a4 five · b4 four · c4 three · d4 two · e4 two · f4 two · g4 two · h4 two · a3 five · b3 four · c3 three · d3 three · e3 three · f3 three · g3 three · h3 three · a2 five · b2 four · c2 four · d2 four · e2 four · f2 four · g2 four · h2 four · a1 five · b1 five · c1 five · d1 five · e1 five · f1 five · g1 five · h1 five | a8 five · b8 four · c8 three · d8 two · e8 two · f8 two · g8 two · h8 two · a7 five · b7 four · c7 three · d7 two · e7 one · f7 one · g7 one · h7 two · a6 five · b6 four · c6 three · d6 two · e6 one · f6 white king · g6 one · h6 two · a5 five · b5 four · c5 three · d5 two · e5 one · f5 one · g5 one · h5 two · a4 five · b4 four · c4 three · d4 two · e4 two · f4 two · g4 two · h4 two · a3 five · b3 four · c3 three · d3 three · e3 three · f3 three · g3 three · h3 three · a2 five · b2 four · c2 four · d2 four · e2 four · f2 four · g2 four · h2 four · a1 five · b1 five · c1 five · d1 five · e1 five · f1 five · g1 five · h1 five | 4 |
| 3 | a8 five · b8 four · c8 three · d8 two · e8 two · f8 two · g8 two · h8 two · a7 five · b7 four · c7 three · d7 two · e7 one · f7 one · g7 one · h7 two · a6 five · b6 four · c6 three · d6 two · e6 one · f6 white king · g6 one · h6 two · a5 five · b5 four · c5 three · d5 two · e5 one · f5 one · g5 one · h5 two · a4 five · b4 four · c4 three · d4 two · e4 two · f4 two · g4 two · h4 two · a3 five · b3 four · c3 three · d3 three · e3 three · f3 three · g3 three · h3 three · a2 five · b2 four · c2 four · d2 four · e2 four · f2 four · g2 four · h2 four · a1 five · b1 five · c1 five · d1 five · e1 five · f1 five · g1 five · h1 five | a8 five · b8 four · c8 three · d8 two · e8 two · f8 two · g8 two · h8 two · a7 five · b7 four · c7 three · d7 two · e7 one · f7 one · g7 one · h7 two · a6 five · b6 four · c6 three · d6 two · e6 one · f6 white king · g6 one · h6 two · a5 five · b5 four · c5 three · d5 two · e5 one · f5 one · g5 one · h5 two · a4 five · b4 four · c4 three · d4 two · e4 two · f4 two · g4 two · h4 two · a3 five · b3 four · c3 three · d3 three · e3 three · f3 three · g3 three · h3 three · a2 five · b2 four · c2 four · d2 four · e2 four · f2 four · g2 four · h2 four · a1 five · b1 five · c1 five · d1 five · e1 five · f1 five · g1 five · h1 five | a8 five · b8 four · c8 three · d8 two · e8 two · f8 two · g8 two · h8 two · a7 five · b7 four · c7 three · d7 two · e7 one · f7 one · g7 one · h7 two · a6 five · b6 four · c6 three · d6 two · e6 one · f6 white king · g6 one · h6 two · a5 five · b5 four · c5 three · d5 two · e5 one · f5 one · g5 one · h5 two · a4 five · b4 four · c4 three · d4 two · e4 two · f4 two · g4 two · h4 two · a3 five · b3 four · c3 three · d3 three · e3 three · f3 three · g3 three · h3 three · a2 five · b2 four · c2 four · d2 four · e2 four · f2 four · g2 four · h2 four · a1 five · b1 five · c1 five · d1 five · e1 five · f1 five · g1 five · h1 five | a8 five · b8 four · c8 three · d8 two · e8 two · f8 two · g8 two · h8 two · a7 five · b7 four · c7 three · d7 two · e7 one · f7 one · g7 one · h7 two · a6 five · b6 four · c6 three · d6 two · e6 one · f6 white king · g6 one · h6 two · a5 five · b5 four · c5 three · d5 two · e5 one · f5 one · g5 one · h5 two · a4 five · b4 four · c4 three · d4 two · e4 two · f4 two · g4 two · h4 two · a3 five · b3 four · c3 three · d3 three · e3 three · f3 three · g3 three · h3 three · a2 five · b2 four · c2 four · d2 four · e2 four · f2 four · g2 four · h2 four · a1 five · b1 five · c1 five · d1 five · e1 five · f1 five · g1 five · h1 five | a8 five · b8 four · c8 three · d8 two · e8 two · f8 two · g8 two · h8 two · a7 five · b7 four · c7 three · d7 two · e7 one · f7 one · g7 one · h7 two · a6 five · b6 four · c6 three · d6 two · e6 one · f6 white king · g6 one · h6 two · a5 five · b5 four · c5 three · d5 two · e5 one · f5 one · g5 one · h5 two · a4 five · b4 four · c4 three · d4 two · e4 two · f4 two · g4 two · h4 two · a3 five · b3 four · c3 three · d3 three · e3 three · f3 three · g3 three · h3 three · a2 five · b2 four · c2 four · d2 four · e2 four · f2 four · g2 four · h2 four · a1 five · b1 five · c1 five · d1 five · e1 five · f1 five · g1 five · h1 five | a8 five · b8 four · c8 three · d8 two · e8 two · f8 two · g8 two · h8 two · a7 five · b7 four · c7 three · d7 two · e7 one · f7 one · g7 one · h7 two · a6 five · b6 four · c6 three · d6 two · e6 one · f6 white king · g6 one · h6 two · a5 five · b5 four · c5 three · d5 two · e5 one · f5 one · g5 one · h5 two · a4 five · b4 four · c4 three · d4 two · e4 two · f4 two · g4 two · h4 two · a3 five · b3 four · c3 three · d3 three · e3 three · f3 three · g3 three · h3 three · a2 five · b2 four · c2 four · d2 four · e2 four · f2 four · g2 four · h2 four · a1 five · b1 five · c1 five · d1 five · e1 five · f1 five · g1 five · h1 five | a8 five · b8 four · c8 three · d8 two · e8 two · f8 two · g8 two · h8 two · a7 five · b7 four · c7 three · d7 two · e7 one · f7 one · g7 one · h7 two · a6 five · b6 four · c6 three · d6 two · e6 one · f6 white king · g6 one · h6 two · a5 five · b5 four · c5 three · d5 two · e5 one · f5 one · g5 one · h5 two · a4 five · b4 four · c4 three · d4 two · e4 two · f4 two · g4 two · h4 two · a3 five · b3 four · c3 three · d3 three · e3 three · f3 three · g3 three · h3 three · a2 five · b2 four · c2 four · d2 four · e2 four · f2 four · g2 four · h2 four · a1 five · b1 five · c1 five · d1 five · e1 five · f1 five · g1 five · h1 five | a8 five · b8 four · c8 three · d8 two · e8 two · f8 two · g8 two · h8 two · a7 five · b7 four · c7 three · d7 two · e7 one · f7 one · g7 one · h7 two · a6 five · b6 four · c6 three · d6 two · e6 one · f6 white king · g6 one · h6 two · a5 five · b5 four · c5 three · d5 two · e5 one · f5 one · g5 one · h5 two · a4 five · b4 four · c4 three · d4 two · e4 two · f4 two · g4 two · h4 two · a3 five · b3 four · c3 three · d3 three · e3 three · f3 three · g3 three · h3 three · a2 five · b2 four · c2 four · d2 four · e2 four · f2 four · g2 four · h2 four · a1 five · b1 five · c1 five · d1 five · e1 five · f1 five · g1 five · h1 five | 3 |
| 2 | a8 five · b8 four · c8 three · d8 two · e8 two · f8 two · g8 two · h8 two · a7 five · b7 four · c7 three · d7 two · e7 one · f7 one · g7 one · h7 two · a6 five · b6 four · c6 three · d6 two · e6 one · f6 white king · g6 one · h6 two · a5 five · b5 four · c5 three · d5 two · e5 one · f5 one · g5 one · h5 two · a4 five · b4 four · c4 three · d4 two · e4 two · f4 two · g4 two · h4 two · a3 five · b3 four · c3 three · d3 three · e3 three · f3 three · g3 three · h3 three · a2 five · b2 four · c2 four · d2 four · e2 four · f2 four · g2 four · h2 four · a1 five · b1 five · c1 five · d1 five · e1 five · f1 five · g1 five · h1 five | a8 five · b8 four · c8 three · d8 two · e8 two · f8 two · g8 two · h8 two · a7 five · b7 four · c7 three · d7 two · e7 one · f7 one · g7 one · h7 two · a6 five · b6 four · c6 three · d6 two · e6 one · f6 white king · g6 one · h6 two · a5 five · b5 four · c5 three · d5 two · e5 one · f5 one · g5 one · h5 two · a4 five · b4 four · c4 three · d4 two · e4 two · f4 two · g4 two · h4 two · a3 five · b3 four · c3 three · d3 three · e3 three · f3 three · g3 three · h3 three · a2 five · b2 four · c2 four · d2 four · e2 four · f2 four · g2 four · h2 four · a1 five · b1 five · c1 five · d1 five · e1 five · f1 five · g1 five · h1 five | a8 five · b8 four · c8 three · d8 two · e8 two · f8 two · g8 two · h8 two · a7 five · b7 four · c7 three · d7 two · e7 one · f7 one · g7 one · h7 two · a6 five · b6 four · c6 three · d6 two · e6 one · f6 white king · g6 one · h6 two · a5 five · b5 four · c5 three · d5 two · e5 one · f5 one · g5 one · h5 two · a4 five · b4 four · c4 three · d4 two · e4 two · f4 two · g4 two · h4 two · a3 five · b3 four · c3 three · d3 three · e3 three · f3 three · g3 three · h3 three · a2 five · b2 four · c2 four · d2 four · e2 four · f2 four · g2 four · h2 four · a1 five · b1 five · c1 five · d1 five · e1 five · f1 five · g1 five · h1 five | a8 five · b8 four · c8 three · d8 two · e8 two · f8 two · g8 two · h8 two · a7 five · b7 four · c7 three · d7 two · e7 one · f7 one · g7 one · h7 two · a6 five · b6 four · c6 three · d6 two · e6 one · f6 white king · g6 one · h6 two · a5 five · b5 four · c5 three · d5 two · e5 one · f5 one · g5 one · h5 two · a4 five · b4 four · c4 three · d4 two · e4 two · f4 two · g4 two · h4 two · a3 five · b3 four · c3 three · d3 three · e3 three · f3 three · g3 three · h3 three · a2 five · b2 four · c2 four · d2 four · e2 four · f2 four · g2 four · h2 four · a1 five · b1 five · c1 five · d1 five · e1 five · f1 five · g1 five · h1 five | a8 five · b8 four · c8 three · d8 two · e8 two · f8 two · g8 two · h8 two · a7 five · b7 four · c7 three · d7 two · e7 one · f7 one · g7 one · h7 two · a6 five · b6 four · c6 three · d6 two · e6 one · f6 white king · g6 one · h6 two · a5 five · b5 four · c5 three · d5 two · e5 one · f5 one · g5 one · h5 two · a4 five · b4 four · c4 three · d4 two · e4 two · f4 two · g4 two · h4 two · a3 five · b3 four · c3 three · d3 three · e3 three · f3 three · g3 three · h3 three · a2 five · b2 four · c2 four · d2 four · e2 four · f2 four · g2 four · h2 four · a1 five · b1 five · c1 five · d1 five · e1 five · f1 five · g1 five · h1 five | a8 five · b8 four · c8 three · d8 two · e8 two · f8 two · g8 two · h8 two · a7 five · b7 four · c7 three · d7 two · e7 one · f7 one · g7 one · h7 two · a6 five · b6 four · c6 three · d6 two · e6 one · f6 white king · g6 one · h6 two · a5 five · b5 four · c5 three · d5 two · e5 one · f5 one · g5 one · h5 two · a4 five · b4 four · c4 three · d4 two · e4 two · f4 two · g4 two · h4 two · a3 five · b3 four · c3 three · d3 three · e3 three · f3 three · g3 three · h3 three · a2 five · b2 four · c2 four · d2 four · e2 four · f2 four · g2 four · h2 four · a1 five · b1 five · c1 five · d1 five · e1 five · f1 five · g1 five · h1 five | a8 five · b8 four · c8 three · d8 two · e8 two · f8 two · g8 two · h8 two · a7 five · b7 four · c7 three · d7 two · e7 one · f7 one · g7 one · h7 two · a6 five · b6 four · c6 three · d6 two · e6 one · f6 white king · g6 one · h6 two · a5 five · b5 four · c5 three · d5 two · e5 one · f5 one · g5 one · h5 two · a4 five · b4 four · c4 three · d4 two · e4 two · f4 two · g4 two · h4 two · a3 five · b3 four · c3 three · d3 three · e3 three · f3 three · g3 three · h3 three · a2 five · b2 four · c2 four · d2 four · e2 four · f2 four · g2 four · h2 four · a1 five · b1 five · c1 five · d1 five · e1 five · f1 five · g1 five · h1 five | a8 five · b8 four · c8 three · d8 two · e8 two · f8 two · g8 two · h8 two · a7 five · b7 four · c7 three · d7 two · e7 one · f7 one · g7 one · h7 two · a6 five · b6 four · c6 three · d6 two · e6 one · f6 white king · g6 one · h6 two · a5 five · b5 four · c5 three · d5 two · e5 one · f5 one · g5 one · h5 two · a4 five · b4 four · c4 three · d4 two · e4 two · f4 two · g4 two · h4 two · a3 five · b3 four · c3 three · d3 three · e3 three · f3 three · g3 three · h3 three · a2 five · b2 four · c2 four · d2 four · e2 four · f2 four · g2 four · h2 four · a1 five · b1 five · c1 five · d1 five · e1 five · f1 five · g1 five · h1 five | 2 |
| 1 | a8 five · b8 four · c8 three · d8 two · e8 two · f8 two · g8 two · h8 two · a7 five · b7 four · c7 three · d7 two · e7 one · f7 one · g7 one · h7 two · a6 five · b6 four · c6 three · d6 two · e6 one · f6 white king · g6 one · h6 two · a5 five · b5 four · c5 three · d5 two · e5 one · f5 one · g5 one · h5 two · a4 five · b4 four · c4 three · d4 two · e4 two · f4 two · g4 two · h4 two · a3 five · b3 four · c3 three · d3 three · e3 three · f3 three · g3 three · h3 three · a2 five · b2 four · c2 four · d2 four · e2 four · f2 four · g2 four · h2 four · a1 five · b1 five · c1 five · d1 five · e1 five · f1 five · g1 five · h1 five | a8 five · b8 four · c8 three · d8 two · e8 two · f8 two · g8 two · h8 two · a7 five · b7 four · c7 three · d7 two · e7 one · f7 one · g7 one · h7 two · a6 five · b6 four · c6 three · d6 two · e6 one · f6 white king · g6 one · h6 two · a5 five · b5 four · c5 three · d5 two · e5 one · f5 one · g5 one · h5 two · a4 five · b4 four · c4 three · d4 two · e4 two · f4 two · g4 two · h4 two · a3 five · b3 four · c3 three · d3 three · e3 three · f3 three · g3 three · h3 three · a2 five · b2 four · c2 four · d2 four · e2 four · f2 four · g2 four · h2 four · a1 five · b1 five · c1 five · d1 five · e1 five · f1 five · g1 five · h1 five | a8 five · b8 four · c8 three · d8 two · e8 two · f8 two · g8 two · h8 two · a7 five · b7 four · c7 three · d7 two · e7 one · f7 one · g7 one · h7 two · a6 five · b6 four · c6 three · d6 two · e6 one · f6 white king · g6 one · h6 two · a5 five · b5 four · c5 three · d5 two · e5 one · f5 one · g5 one · h5 two · a4 five · b4 four · c4 three · d4 two · e4 two · f4 two · g4 two · h4 two · a3 five · b3 four · c3 three · d3 three · e3 three · f3 three · g3 three · h3 three · a2 five · b2 four · c2 four · d2 four · e2 four · f2 four · g2 four · h2 four · a1 five · b1 five · c1 five · d1 five · e1 five · f1 five · g1 five · h1 five | a8 five · b8 four · c8 three · d8 two · e8 two · f8 two · g8 two · h8 two · a7 five · b7 four · c7 three · d7 two · e7 one · f7 one · g7 one · h7 two · a6 five · b6 four · c6 three · d6 two · e6 one · f6 white king · g6 one · h6 two · a5 five · b5 four · c5 three · d5 two · e5 one · f5 one · g5 one · h5 two · a4 five · b4 four · c4 three · d4 two · e4 two · f4 two · g4 two · h4 two · a3 five · b3 four · c3 three · d3 three · e3 three · f3 three · g3 three · h3 three · a2 five · b2 four · c2 four · d2 four · e2 four · f2 four · g2 four · h2 four · a1 five · b1 five · c1 five · d1 five · e1 five · f1 five · g1 five · h1 five | a8 five · b8 four · c8 three · d8 two · e8 two · f8 two · g8 two · h8 two · a7 five · b7 four · c7 three · d7 two · e7 one · f7 one · g7 one · h7 two · a6 five · b6 four · c6 three · d6 two · e6 one · f6 white king · g6 one · h6 two · a5 five · b5 four · c5 three · d5 two · e5 one · f5 one · g5 one · h5 two · a4 five · b4 four · c4 three · d4 two · e4 two · f4 two · g4 two · h4 two · a3 five · b3 four · c3 three · d3 three · e3 three · f3 three · g3 three · h3 three · a2 five · b2 four · c2 four · d2 four · e2 four · f2 four · g2 four · h2 four · a1 five · b1 five · c1 five · d1 five · e1 five · f1 five · g1 five · h1 five | a8 five · b8 four · c8 three · d8 two · e8 two · f8 two · g8 two · h8 two · a7 five · b7 four · c7 three · d7 two · e7 one · f7 one · g7 one · h7 two · a6 five · b6 four · c6 three · d6 two · e6 one · f6 white king · g6 one · h6 two · a5 five · b5 four · c5 three · d5 two · e5 one · f5 one · g5 one · h5 two · a4 five · b4 four · c4 three · d4 two · e4 two · f4 two · g4 two · h4 two · a3 five · b3 four · c3 three · d3 three · e3 three · f3 three · g3 three · h3 three · a2 five · b2 four · c2 four · d2 four · e2 four · f2 four · g2 four · h2 four · a1 five · b1 five · c1 five · d1 five · e1 five · f1 five · g1 five · h1 five | a8 five · b8 four · c8 three · d8 two · e8 two · f8 two · g8 two · h8 two · a7 five · b7 four · c7 three · d7 two · e7 one · f7 one · g7 one · h7 two · a6 five · b6 four · c6 three · d6 two · e6 one · f6 white king · g6 one · h6 two · a5 five · b5 four · c5 three · d5 two · e5 one · f5 one · g5 one · h5 two · a4 five · b4 four · c4 three · d4 two · e4 two · f4 two · g4 two · h4 two · a3 five · b3 four · c3 three · d3 three · e3 three · f3 three · g3 three · h3 three · a2 five · b2 four · c2 four · d2 four · e2 four · f2 four · g2 four · h2 four · a1 five · b1 five · c1 five · d1 five · e1 five · f1 five · g1 five · h1 five | a8 five · b8 four · c8 three · d8 two · e8 two · f8 two · g8 two · h8 two · a7 five · b7 four · c7 three · d7 two · e7 one · f7 one · g7 one · h7 two · a6 five · b6 four · c6 three · d6 two · e6 one · f6 white king · g6 one · h6 two · a5 five · b5 four · c5 three · d5 two · e5 one · f5 one · g5 one · h5 two · a4 five · b4 four · c4 three · d4 two · e4 two · f4 two · g4 two · h4 two · a3 five · b3 four · c3 three · d3 three · e3 three · f3 three · g3 three · h3 three · a2 five · b2 four · c2 four · d2 four · e2 four · f2 four · g2 four · h2 four · a1 five · b1 five · c1 five · d1 five · e1 five · f1 five · g1 five · h1 five | 1 |
|   | a | b | c | d | e | f | g | h |   |

Trong toán học, Khoảng cách Chebyshev hoặc mêtric lớn nhất, ký hiệu L∞ metric là một metric được xác định trong một không gian vector nơi mà khoảng cách giữa hai vector là lớn nhất so với bất kì hiệu tọa độ thành phần của chúng.
Khái niệm này được đặt tên theo Pafnuty Chebyshev.
Trong không gian 2 chiều nó cũng biết đến như là khoảng cách bàn cờ vua, với định nghĩa là số bước ít nhất cần di chuyển quân vua từ một ô của bàn cờ tới một ô khác.

## Định nghĩa
Khoảng cách Chebyshev giữa hai véc tơ p và q, với tọa độ {\displaystyle p_{i}} và {\displaystyle q_{i}} là:
{\displaystyle D_{\rm {Chebyshev}}(p,q):=\max _{i}(|p_{i}-q_{i}|).\ }
Bằng giới hạn không gian của Lp metrics:
{\displaystyle \lim _{k\to \infty }{\bigg (}\sum _{i=1}^{n}\left|p_{i}-q_{i}\right|^{k}{\bigg )}^{1/k},}
do đó cũng là mêtric L∞